# Тайвански планини
Тайванските планини (на китайски: 台灣山脈; на пинин: Táiwān Shānmài) са планини на остров Тайван. Простират се от север на юг по цялото протежение на острова на 270 km, ширината им достига до 80 km. Изградени са от вулкански и кристалинни скали и варовици. Състоят се от 4 паралелни вериги, разделени от надлъжни долини. С максимална височина е връх Юйшан (3997 m). Гребеновидната зона на планината има алпийски облик и следи от древни заледявания. Източните склонове са много стръмни, а западните – полегати. В северните части има угаснали вулкани и изобилие от термални източници. Долните части на склоновете са заети от субекваториални гори, средните – от широколистни и иглолистни гори, а най-горните – от храсталаци и пасища.